# Kosów Lacki
Kosów Lacki là một thị trấn thuộc huyện Sokołowski, tỉnh Mazowieckie ở trung-đông Ba Lan. Thị trấn có diện tích 11 km². Đến ngày 1 tháng 1 năm 2011, dân số của thị trấn là 2086 người và mật độ 180 người/km².